# 古代预言
《古代预言》（又译作）是一款由Vic东海公司制作和发行的平台游戏。本游戏于1986年11月21日在日本地区FC游戏机发行。 游戏后在西方移植至Commodore 64平台。
游戏的主角Jason要去拯救Aighina的女儿——公主Laira。她是唯一一个知道使用Aura Stars的人。玩家需要击败足够的敌人，来获得梯子并前进。